# Bomolocha laciniosa
Bomolocha laciniosa är en fjärilsart som beskrevs av Philipp Christoph Zeller 1872. Bomolocha laciniosa ingår i släktet Bomolocha och familjen nattflyn. Inga underarter finns listade i Catalogue of Life.